# SKNFA Superliga 2023
La SKNFA Superliga 2023 fue la edición número 38 de la SKNFA Superliga. La temporada comenzó el 10 de febrero de 2023 y terminó el 29 de septiembre del mismo año.

## Formato
Los 12 equipos disputan en sistema de todos contra todos 2 veces totalizando 22 partidos cada uno; al término de la ronda regular los 6 seis primeros jugarán la Final Six, donde los dos mejores jugaron la final y en la final el sistema es ganar 2 de 3 partidos, si persistes la serie empatada el tercero se decide todo y mantenerse en empate tiempos extra; de seguir igual a la serie de penales. El campeón de cumplir los requisitos establecidos participará en la CONCACAF Caribbean Club Shield 2024.
Por otro lado, los 2 últimos descenderán a la SKNFA Primera División.

## Ronda Regular

### Clasificación
| Pos. | Equipo                 | Pts. | PJ | G  | E  | P  | GF | GC | Dif. | Clasificación 2023                     |
| ---- | ---------------------- | ---- | -- | -- | -- | -- | -- | -- | ---- | -------------------------------------- |
| 1    | St Paul's United       | 43   | 22 | 12 | 7  | 3  | 45 | 21 | +24  | Final Six                              |
| 2    | Cayon Rockets          | 42   | 22 | 12 | 6  | 4  | 42 | 20 | +22  | Final Six                              |
| 3    | Village Supertsars     | 41   | 22 | 12 | 5  | 5  | 58 | 23 | +35  | Final Six                              |
| 4    | United Old Road Jets   | 39   | 22 | 12 | 3  | 7  | 42 | 20 | +22  | Final Six                              |
| 5    | Conaree                | 38   | 22 | 10 | 8  | 4  | 38 | 21 | +17  | Final Six                              |
| 6    | Newtown United         | 36   | 22 | 9  | 9  | 4  | 35 | 27 | +8   | Final Six                              |
| 7    | St Peters Strikers     | 36   | 22 | 10 | 6  | 6  | 35 | 33 | +2   |                                        |
| 8    | Bath United            | 30   | 22 | 8  | 6  | 8  | 33 | 37 | −4   |                                        |
| 9    | Garden Hotspurs        | 20   | 22 | 4  | 8  | 10 | 22 | 31 | −9   |                                        |
| 10   | Saddlers United        | 16   | 22 | 2  | 10 | 10 | 19 | 38 | −19  |                                        |
| 11   | Security Forces United | 10   | 22 | 1  | 7  | 14 | 16 | 68 | −52  | Descenso a SKNFA Primera División 2024 |
| 12   | Sandy Point            | 6    | 22 | 1  | 3  | 18 | 12 | 58 | −46  | Descenso a SKNFA Primera División 2024 |

Actualizado a los partidos jugados el 16 de julio de 2023.
 Fuente: Global Sports Archive

## Final Six
| Pos. | Equipo               | Pts. | PJ | G | E | P | GF | GC | Dif. | Clasificación 2022 |
| ---- | -------------------- | ---- | -- | - | - | - | -- | -- | ---- | ------------------ |
| 1    | Village Superstars   | 9    | 5  | 2 | 3 | 0 | 9  | 6  | +3   | Final              |
| 2    | St Paul's United     | 8    | 5  | 2 | 2 | 1 | 9  | 6  | +3   | Final              |
| 3    | United Old Road Jets | 8    | 5  | 2 | 2 | 1 | 6  | 8  | −2   |                    |
| 4    | Cayon Rockets        | 7    | 5  | 2 | 1 | 2 | 5  | 5  | 0    |                    |
| 5    | Conaree              | 6    | 5  | 1 | 3 | 1 | 8  | 7  | +1   |                    |
| 6    | Newtown United       | 1    | 5  | 0 | 1 | 4 | 4  | 9  | −5   |                    |

 Fuente: Global Sports Archive

## Final
Se jugarán al mejor de tres partidos: el equipo que sea capaz de ganar dos partidos se coronará campeón. No habrá empates, los partidos empatados se definirán en prórroga o en penaltes respectivamente.
| Local              | Resultado   | Visitante          | Fecha                    | Estadio                      |
| ------------------ | ----------- | ------------------ | ------------------------ | ---------------------------- |
| Village Superstars | 1(3) - 1(4) | St Paul's United   | 23 de septiembre de 2023 | Warner Park Sporting Complex |
| St Paul's United   | 1 - 3       | Village Superstars | 26 de septiembre de 2023 | Warner Park Sporting Complex |
| Village Superstars | 0(8) - 0(7) | St Paul's United   | 29 de septiembre de 2020 | Warner Park Sporting Complex |

| Bandera de San Cristobal y Nieves       |
| Campeón Village Superstars. 9.no título |